# Giuseppe Vadalà-Papale
Giuseppe Vadalà-Papale (* 15. April 1854 in Catania; † 3. September 1921 in Catania) war ein italienischer Jurist und Rechtsphilosoph.
Vadalà-Papale schloss sein Jurastudium 1874 mit der Promotion ab. 1881 habilitierte er sich für Rechtsphilosophie an der Universität seiner Heimatstadt Catania. Für das Studienjahr 1888–89 erhielt er zusätzlich einen Lehrauftrag für Theoretische Philosophie. 1894 wurde er an der Universität Catania zum außerordentlichen Professor der Rechtsphilosophie ernannt und 1899 zum ordentlichen Professor befördert. In den Jahren 1905/06 war er Präsident der Provinzverwaltung, 1910/11 Rektor der Universität.
Er hielt die Anwendung der positiven Methode in der Rechtsphilosophie für notwendig und verbindet diesen Ansatz mit dem Evolutionismus im Sinne Charles Darwins.
In seiner Schrift Darwinismo naturale e darwinismo sociale führte er den Begriff Sozialdarwinismus in Italien ein.

## Schriften
- Il codice civile italiano e la scienza. Napoli 1881.
- Morale e diritto nella vita: studj. Napoli 1881.
- Necessità del metodo positivo nella filosofia del diritto. Catania 1882.
- Darwinismo naturale e darwinismo sociale. Torino 1882.
- La sociologia, la filosofia della storia, la filosofia del diritto. Catania 1883.
- Progresso e parassitismo. Catania 1901.